# Kněžice (okres Nymburk)
Kněžice jsou obec v okrese Nymburk ve Středočeském kraji. Leží 22 kilometrů severovýchodně od města Poděbrady. Žije v nich 564 obyvatel a jejich katastrální území měří 1957 hektarů.

## Historie
První písemná zmínka o obci pochází z roku 1295. Poštovní úřad v Kněžici byl založen v letech 1868–1869.
Ve vsi Kněžice u Městce Králové (865 obyvatel, poštovní úřad, telegrafní úřad, telefonní úřad, katol. kostel) byly v roce 1932 evidovány tyto živnosti a obchody: lékař, 4 obchody s drůbeží, holič, 3 hostince, 3 koláři, 2 kováři, 3 krejčí, mlýn, obchod s obuví Baťa, obuvník, pekař, 3 řezníci, sedlář, 4 obchody se smíšeným zbožím, spořitelní a záložní spolek pro Kněžice, 3 obchody se střižním zbožím, šrotovník, 2 trafiky, 2 truhláři.

## Současnost
Obec pečuje o své životní prostředí. V posledních letech[kdy?] obec uspořádala brigády, na nichž obyvatelé zasadili v obci a okolí stovky mladých stromků. Další brigády na sázení stromků do okolních remízků pořádá místní spolek myslivců. Obec žije společenským životem. Každou zimu se zde pořádají čtyři velké taneční zábavy. Lidé jezdí společně na dlouhé cyklistické výlety.

## Obyvatelstvo
| Rok            | 1869  | 1880  | 1890  | 1900  | 1910  | 1921  | 1930  | 1950 | 1961 | 1970 | 1980 | 1991 | 2001 | 2011 | 2021 |
| -------------- | ----- | ----- | ----- | ----- | ----- | ----- | ----- | ---- | ---- | ---- | ---- | ---- | ---- | ---- | ---- |
| Počet obyvatel | 1 384 | 1 495 | 1 495 | 1 406 | 1 464 | 1 447 | 1 356 | 988  | 875  | 706  | 610  | 537  | 485  | 496  | 509  |
| Počet domů     | 229   | 250   | 254   | 263   | 282   | 294   | 313   | 330  | 289  | 241  | 217  | 272  | 286  | 291  | 296  |

## Obecní správa

### Územněsprávní začlenění
Dějiny územněsprávního začleňování zahrnují období od roku 1850 do současnosti. V chronologickém přehledu je uvedena územně administrativní příslušnost obce v roce, kdy ke změně došlo:
- 1850 země česká, kraj Jičín, politický okres Poděbrady, soudní okres Městec Králové[8]
- 1855 země česká, kraj Jičín, soudní okres Městec Králové
- 1868 země česká, politický okres Poděbrady, soudní okres Městec Králové
- 1939 země česká, Oberlandrat Kolín, politický okres Poděbrady, soudní okres Městec Králové[9]
- 1942 země česká, Oberlandrat Hradec Králové, politický okres Nymburk, soudní okres Městec Králové[10]
- 1945 země česká, správní okres Poděbrady, soudní okres Městec Králové[11]
- 1949 Pražský kraj, okres Poděbrady[12]
- 1960 Středočeský kraj, okres Nymburk
- 2003 Středočeský kraj, okres Nymburk, obec s rozšířenou působností Poděbrady

### Části obce
- Dubečno
- Kněžice
- Osek

Od 1. ledna 1980 do 23. listopadu 1990 k obci patřil i Chroustov.

## Doprava
Dopravní síť
- Pozemní komunikace – Obcí prochází silnice II/328 Kolín - Městec Králové - Kněžice - Jičíněves.
- Železnice – Železniční trať ani stanice na území obce nejsou.

Veřejná doprava 2025
- Autobusová doprava – V obci zastavuje autobusová linka 598 v trase (Chotěšice, Nová Ves) - Kněžice, Dubečno - Chroustov - Kněžice, Osek - Kněžice - Sloveč - Městec Králové, nám. - Dlouhopolsko - Opočnice - Hradčany - Kolaje - Vlkov pod Oškobrhem - Odřepsy - Choťánky, Vystrkov - Poděbrady, žel. st.

## Energeticky soběstačná obec
V rámci programu Energeticky soběstačná obec Kněžice bylo v obci v roce 2007 uvedeno do provozu unikátní technologické zařízení, využívající obnovitelné zdroje energie. Likviduje se zde biologický odpad a vyrábí se z něj teplo a elektrická energie. Obec se tím stala z větší části energeticky soběstačná, při maximální ochraně životního prostředí. V bioplynové stanici se nezávadným způsobem likvidují místní odpadní splaškové vody a odpady ze zemědělského statku a za úplatu i hygienicky rizikový odpad z cizích zdrojů (například z jatek a stravoven). Dále se zde zpracovává sláma, kukuřice, jeteloviny a další přebytečná i nově pěstovaná biomasa. Z těchto 100% obnovitelných zdrojů se vyrábí bioplyn, elektřina, horká voda na vytápění většiny obce, topné pelety z biomasy a hnojivo pro zemědělství. Elektřinu, topné pelety a hnojivo měla obec v plánu i prodávat. Místní zemědělská půda se tak ekologickým způsobem využívá i pro energetické účely.

## Pamětihodnosti
- Kostel svatých Petra a Pavla
- Zaniklá ves Beňovice s tvrzištěm

## Osobnosti
- Jaroslav Prokeš (1895–1951), historik, archivář, pedagog

## Další fotografie

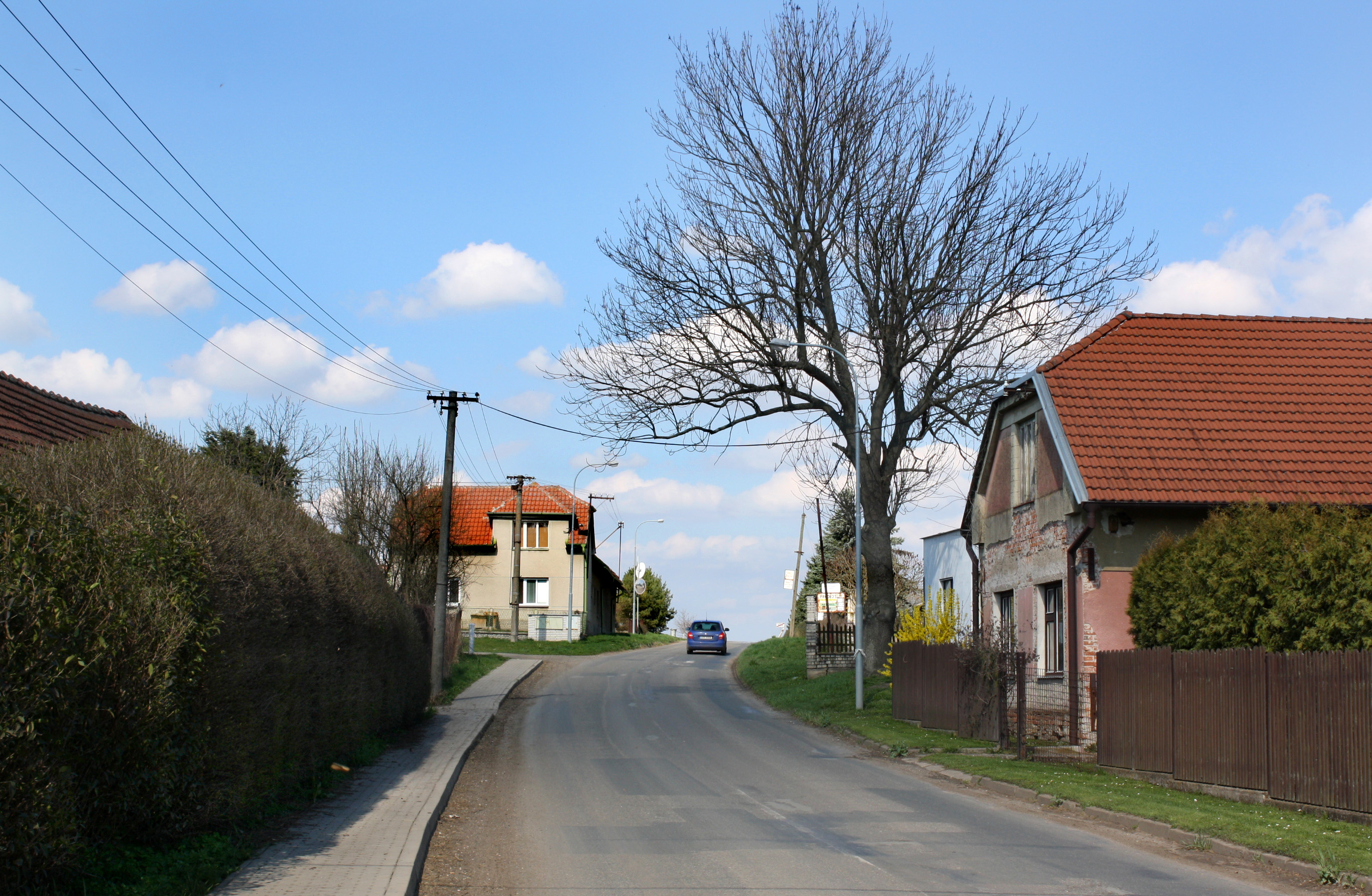
Silnice II/328
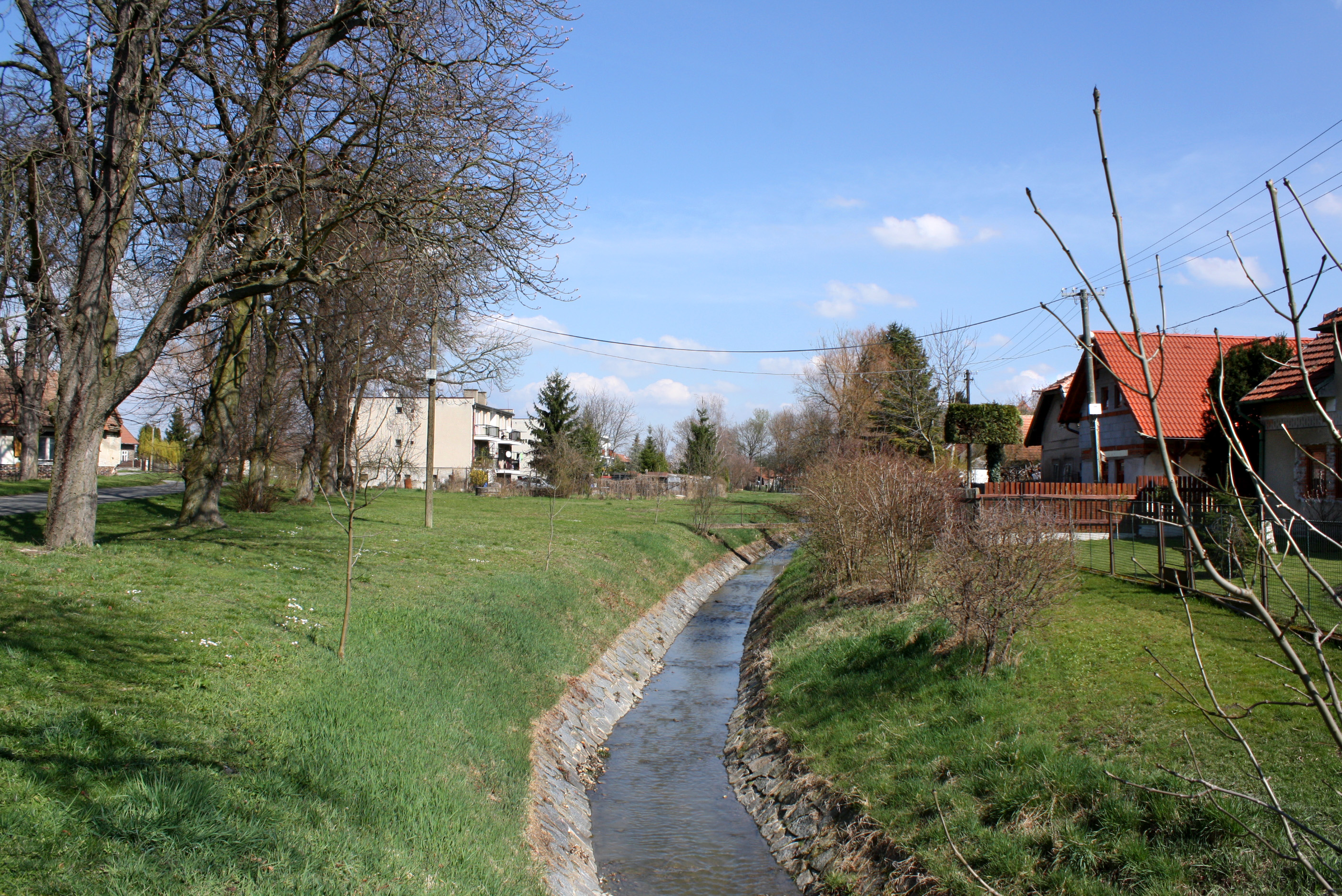
Záhornický potok ve vsi
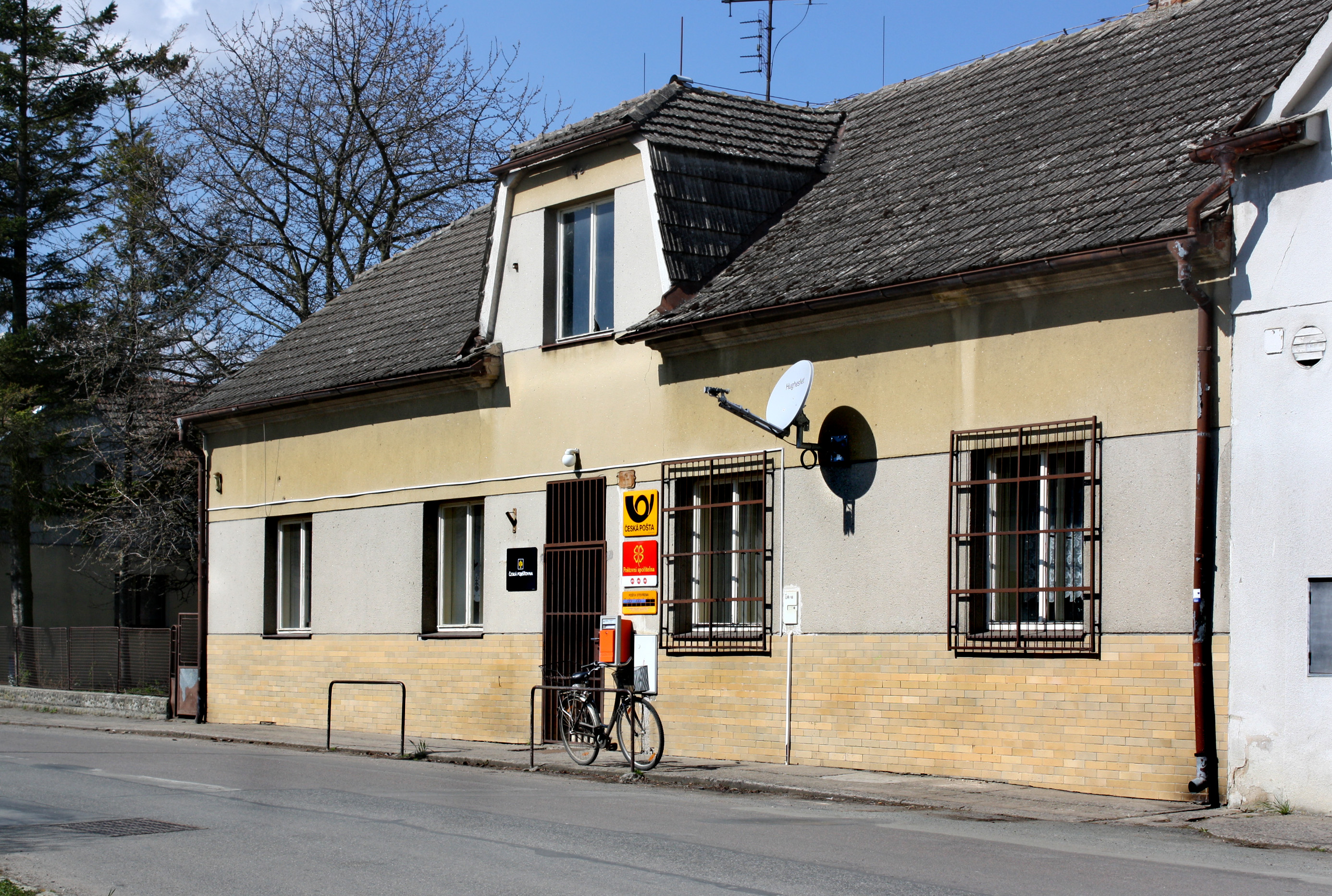
Pošta